# 小八重葵美
小八重 葵美（こやえ あみ、2013年5月28日 - ）は日本の子役。ボックスコーポレーション所属。

## 出演
映画
- ＃真相をお話しします（2025年） - 凛子 役

## 趣味・特技
- 趣味 - 歌うこと・ドラマ鑑賞[1]
- 特技 - 人を笑わせること[1]